# Belgiens herrlandslag i bandy
Belgiens herrlandslag i bandy representerade Belgien i bandy på herrsidan. Det är oklart när Världsmästerskapsdebuten kommer att ske då man inte är medlem av Federation of International Bandy. Man deltog i Europamästerskapet i bandy 1913.